# Onthophagus excisiceps
Onthophagus excisiceps là một loài bọ cánh cứng trong họ Bọ hung (Scarabaeidae).